# Liste der Vertriebenendenkmale in Hessen (L–P)
Diese Liste der Vertriebenendenkmale in Hessen (L–P) verzeichnet die Vertriebenendenkmale in hessischen Städten und Gemeinden von Lämmerspiel bis Petersberg.

## Listen
- Liste der Vertriebenendenkmale in Hessen (A–F)
- Liste der Vertriebenendenkmale in Hessen (G–K)
- Liste der Vertriebenendenkmale in Hessen (R–Z)

## L–P
| Bild | Ort                    | Lage                                                            | Jahr       | Beschreibung |
| --- | ---------------------- | --------------------------------------------------------------- | ---------- | --- |
| 0 | Lahntal                | Am Zeißenberg                                                   | 1949       | Mahnmal, Altar mit Kruzifix „Wir gedenken der lieben Angehörigen, die in unserer alten Heimat ruhen.“ |
| 0 | Lampertheim            | Mühlgraben in Hofheim                                           | 1951, 1984 | Vertriebenenkreuz „Zum Gedenken unserer lieben Toten in der Heimat und der Opfer der Vertreibung. Errichtet von den Heimatvertriebenen in Hofheim/Ried. Mai 1951.“ |
| 0 | Langen (Hessen)        | Nebenerwerbsiedlung Oberlinden                                  | 1965       | Gedenkstein mit Linde „Gepflanzt 1965, Jahr der Menschenrechte. Bund der vertriebenen Deutschen. Landesverband Hessen.“ |
| 0 | Langen                 | Lindenplatz                                                     | 1995       | Gedenkstein „Langen gab uns eine neue Heimat. Dafür danken wir 1945–1995.“ |
| Bild gesucht Die Wikipedia wünscht sich an dieser Stelle ein Bild vom Ort mit diesen Koordinaten 50.473775 8.619841 . Motiv: Vertriebenendenkmal Niederkleen Falls du dabei helfen möchtest, erklärt die Anleitung , wie das geht. BW                         | Langgöns               | Sudetenstraße in Niederkleen 50° 28′ 25,6″ N, 8° 37′ 11,4″ O    | 1978       | Gedenkstein, Wappen von Ostpreußen, Pommern, Sudetenland, Schlesien, Siebenbürgen „Vergiß den deutschen Osten nicht.“ |
| Bild gesucht Die Wikipedia wünscht sich an dieser Stelle ein Bild vom Ort mit diesen Koordinaten 50.49559 8.65616 . Motiv: Vertriebenendenkmal Langöns, Friedhof Falls du dabei helfen möchtest, erklärt die Anleitung , wie das geht. BW                     | Langgöns               | Friedhof, Mahn- und Gedenkhalle 50° 29′ 44,1″ N, 8° 39′ 22,2″ O | 1983       | Gedenktafel „Zum Gedenken. In Liebe zur Heimat, im Herzen das Hoffen. Sie gaben ihr Leben in Treue und Pflicht. Vergesset sie nicht! Bund der Vertriebenen Langgöns 1983.“ |
| Bild gesucht Die Wikipedia wünscht sich an dieser Stelle ein Bild vom Ort mit diesen Koordinaten 50.50083 8.66163 . Motiv: Vertriebenendenkmal Langöns, Niederhofenstraße/Jahnstraße Falls du dabei helfen möchtest, erklärt die Anleitung , wie das geht. BW | Langgöns               | Ecke Niederhofenstraße/Jahnstraße 50° 30′ 3″ N, 8° 39′ 41,9″ O  | 1985       | Gedenkstein „In Wehmut gedenken wir unseres Heimatdorfes Groß-Dittersdorf, das im Kreis Brün Sudetenland, jetzige C.S.S.R. lag. Nach der Vertreibung 1946 mußte es einem Militärübungsplatz weichen, somit von der Landkarte verschwand. Es lag 8 km nordöstlich der Oderquelle. Wir danken der Gemeinde Langgöns für die Übernahme der Patenschaft für unser verlorenes Heimatdorf. Der Stein wurde erstellt 1985 von der erhalten gebliebenen Dorfgemeinschaft, die im ganzen Bundesgebiet verstreut lebt.“ |
| | Langgöns               | Altvaterplatz 50° 29′ 34,9″ N, 8° 40′ 17″ O                     | 1989       | Mahnmal der Vertreibung „Dieses Mahnmal wurde errichtet zum Gedenken an die Vertreibung der deutschen Bevölkerung jenseits von Oder und Neiße und aus dem Sudetenland. Es waren ca. 15 Millionen Deutsche, die bereits jahrhundeteang in diesen Gebieten lebten und plötzlich ihre Heimat verlassen mussten. Die Massenvertreibung begann bereits 1944 und wurde in den Jahren danach verstärkt fortgesetzt. Sie wurde rücksichtslos und unmenschlich durchgeführt. Dabei fanden mehr als 2 Millionen Deutsche auf grausame Weise Tod. Möge dieses Mahnmal daran erinnern und dazu beitragen, daß sich solche Verbrechen niemals wiederholen. Auf nebenstehender Relieflandkarte sind die Hauptvertreibungsgebiete dargestellt und aufgeführt. Außerdem wurde der größte Teil der deutschen Bevölkerung aus ihren Siedlungsgebieten in Ungarn, Rumänien und Jugoslawien vertrieben. Diese Gebiete können hier nicht kartographisch gezeigt werden. Die rechte Tafel zeigt den Altvaterturm, der auf dem Altvater 1492 m NN, dem höchsten Berg des Ostsudetenlandes stand. Er war das Wahrzeichen dieses Gebietes und dient als Symbol für alle Vertreibungsgebiete. Bund der Vertriebenen im Jahre 1989.“ |
| 0 | Langgöns               | Waldrand beim Limes                                             |            | Gedenkstein „Standort Altvaterturm. Wahrzeichen des Ostsudetenlandes. Mahnmal der Vertreibung.“ |
| 0 | Lauterbach (Hessen)    | Friedhof                                                        | 1949       | Gedenkkreuz „Den Opfern der Zwangsvertreibung.“ – „Gewidmet vom Kreisverband der Heimatvertriebenen Lauterbach im September 1949.“ |
| 0 | Lauterbach             | Rathaus                                                         | 1986       | Gedenktafel „6000 Deutsche, Heimatvertriebene aus den abgetrennten Ostgebieten, Umsiedler aus den osteuropäischen Siedlungsräumen sowie Flüchtlinge aus Mitteldeutschland, fanden nach dem 2. Weltkrieg in Lauterbach und seinen Stadtteilen eine neue Heimat. Sie und ihre Nachkommen haben hohen Anteil an der Fortentwicklung unserer Kreisstadt.“ |
| 0 | Lich                   | Friedhof in Eberstadt                                           | 1995       | Gedenkstein „Zur Erinnerung an unsere schöne Heimat im Sudetenland–Nordmähren–Altvatergebirge. Heimatkreis Römerstadt. Heimattreffen Lobnig–Tillendorf. Mai 1995.“ |
| 0 | Lich                   | Stadtmauer                                                      | 1987       | Gedenkstein „Wir gedenken unserer Heimat im Sudetenland, in Schlesien, Pommern, Ost- und Westpreußen und in allen anderen Vertreibungsgebieten und bekennen uns zur Charta der deutschen Heimatvertriebenen vom 5. August 1950. Bund der Vertriebenen Ortsverband Lich 1987.“ |
| | Limburg an der Lahn    | Friedhof                                                        | 1950       | Gedenkkreuz, Wappen von Schlesien, Sudetenland, Ost- und Westpreußen „Dem Gedenken unserer Toten der Heimat 1950.“ |
| 0 | Linden (Hessen)        | Eingang zur kath. Kirche                                        | 1961       | Gedenktafeln „Den Opfern des Krieges und der Vertreibung 1939 + 1945.“ |
| 0 | Lindenfels             | Bergfriedhof                                                    | 1952       | Gedenkstein „Den Toten der Heimat. Ortsverband der Heimatvertriebenen Lindenfels 1952.“ |
| 0 | Lindenfels             | Am Raupenstein in Winterkasten                                  | 1988       | Gedenkstein „Die Neubürgerlinde, den Bewohnern von Winterkasten in dankbarer Anerkennung gewidmet. Die seit 1946 ansässig gewordenen Heimatvertriebenen. BdV 1987.“ |
| 0 | Lohfelden              | Turm der katholischen Kirche                                    | 1989       | Gedenktafel „Zum Gedenken an die Opfer der Vertreibung und die in der Heimat ruhenden Toten. Sudetendeutsche Landsmannschaft.“ |
| 0 | Löhnberg               | Sudetenstraße                                                   | 1954, 1971 | Gedenkstein „Den Toten der Heimat. Vertreibung 1945.“ |
| 0 | Lorsch                 | Friedhof                                                        | 1955       | Gedenkkreuz mit Steinplatte, gestiftet von der Stadt Lorsch „Den Toten der Heimat, den Opfern der Vertreibung zum Gedächtnis. Bund vertriebener Deutscher.“ |
| 0 | Mainburg               | Friedhof in Zellhausen                                          | 1954       | Gedenkkreuz „Zum Gedenken den Verstorbenen, Gefallenen und den Opfern der Vertreibung. Die Heimatvertriebenen Zellhausen 1954.“ |
| 0 | Maintal                | Friedhof in Dörnigheim                                          |            | Hochkreuz „Den Toten der alten Heimat.“ |
| 0 | Marburg                | Hauptfriedhof                                                   | 1964       | Gedenkstein „Die Heimatvertriebenen ihren Toten.“ |
| 0 | Melsungen              | Schloss Melsungen                                               | 1990       | Vertriebenen–Meilenstein, Wappen von Ostpreußen, Pommern, Schlesien, Sudetenland „Dank an die Bürger von Stadt und Kreis Melsungen, die in den Jahren 1945–1946 9953 Flüchtlinge und aus der Heimat vertriebene Deutsche aufgenommen haben. Sudetenland – Eger 350 km, Ostpreußen – Königsberg 980 km, Westpreußen – Marienburg 730 km, Pommern – Stettin 550 km. Gewidmet von den Heimatvertriebenen zum 800-jährigen Stadtjubiläum von Melsungen im Jahre 1990. Errichtet im Jahre 1990, in dem Deutschland vereint, Grenzen uns in Europa nicht mehr trennen.“ |
| 0 | Melsungen              | Turm der Stadtmauer im Schloßgarten                             | 1949       | Erinnerungstafel „Lust und Wehen andächt`ger Aufenthalt! Eichendorff. Errichtet im Jahre 1949 aus Liebe zur Heimat und Freude an der Natur von den 99ern.“ |
| 0 | Melsungen              | Dorfgemeinschaftshaus in Obermelsungen                          | 1996       | Gedenkstein „Zur Erinnerung an die Heimatvertriebenen vor 50 Jahren.“ |
| 0 | Mörfelden              | Waldfriedhof                                                    | 1956       | Gedenkstein „Den Toten der Heimat. Den Opfern der Vertreibung.“ |
| 0 | Mörfelden              | Friedhof in Walldorf                                            |            | Gedenkkreuz „Zum Gedenken an unsere Verstorbenen in der unvergesslichen Heimat und der Gefallenen im 1. und 2. Weltkrieg. Gewidmet von den Heimatvertriebenen in Walldorf.“ |
| 0 | Mörlenbach             | Beim Ehrenmal für die Gefallenen, vor dem Friedhof              |            | Gedenkplatte „Die Heimatvertriebenen gedenken der Opfer der Vertreibung aus den deutschen Ostgebieten nach dem 2. Weltkrieg. Nur, weil sie Deutsche waren, mussten sie ihr Leben lassen.“ – „Schlesien, Sudetenland, Westpreußen, Ostpreußen, Pommern, Memelland, Rumänien, Jugoslawien, Ungarn.“ |
| 0 | Mörlenbach             | Friedhof                                                        |            | Gedenkkreuz „Unseren Toten der Heimat.“ |
| 0 | Mörlenbach             | Karlsbader Straße                                               |            | Egerland-Brunnen, Wappen von Eger, Neudeck, Marienbad, Karlsbad „Egerland Brunnen.“ |
| 0 | Mühlheim am Main       | Lämmerspiel                                                     |            | Gedenkkreuz „Den Toten der Heimat.“ |
| 0 | Mühlheim am Main       | Friedhof in Lämmerspiel                                         | 1969       | Mahnmal „Den Toten der Heimat.“ |
| 0 | Nauheim                | Friedhof                                                        |            | Gedenkkreuz „Den Toten der Heimat.“ |
| 0 | Naumburg (Hessen)      |                                                                 | 1953       | Gedenkstein mit Tafel „Es mahnen die Toten der ostdeutschen Heimat.“ |
| 0 | Nentershausen (Hessen) | Weißenhasel                                                     |            | Gedenkkreuz |
| 0 | Neu-Isenburg           | Alter Friedhof                                                  | 1963       | Gedenkstein „Verweile, gedenke der Heimat.“ |
| 0 | Neukirchen (Knüll)     | Friedhof                                                        | 1950, 1987 | Gedenkkreuz mit Steintafel „Den Toten zum Gedenken, den Lebenden zur Pflicht. 1950. Die Heimatvertriebenen im Kreis Ziegenhain.“ |
| 0 | Nidda                  | Stadtfriedhof                                                   | 1984       | Gedenkstein „Zum Gedenken unserer Toten. Eghalanda Gmoi z' Nidda. 18.8.1984.“ |
| | Niedernhausen          | Friedhof in Niederseelbach                                      | 0          | 0 |
| 0 | Nieder-Weisel          | Friedhof                                                        | 1954       | Hochkreuz „Den Toten der Heimat.“ |
| 0 | Oberaula               | Friedhof                                                        | 1950, 1987 | Gedenkkreuz aus Fichte mit Dornenkrone aus Metall „Den Toten der alten Heimat 1950.“ |
| 0 | Oberaula               | Friedhof                                                        | 1995       | Gedenkstätte, Wappen der ostdeutschen Provinzen „In den Jahren 1945/46 wurden über 14 Mill. Deutsche aus ihrer angestammten ostdeutschen Heimat vertrieben; über 2,1 Mill. verloren dabei ihr Leben. Zum Gedenken an die ostdeutsche Heimat, den Toten in der Heimat, den Opfern der Vertreibung. Bund der Vertriebenen Oberaula, Oktober 1995.“ |
| | Ober-Mörlen            | Friedhof 50° 22′ 38,2″ N, 8° 41′ 42,3″ O                        | 1960       | Gedenkkreuz „Den Toten der Heimat.“ |
| | Ober-Ramstadt          | Liebfrauenkirche 49° 49′ 46,2″ N, 8° 44′ 29,3″ O                | 1955       | Mahnmal, Wappen von Westpreußen, Ostpreußen, Oberschlesien, Niederschlesien, Sudetenland, Donauschwaben, Pommern „Den Toten der Heimat.“ |
| | Oberursel (Taunus)     | Waldfriedhof 50° 12′ 35,1″ N, 8° 32′ 18,3″ O                    | 1981       | Bronzeskulptur, flüchtende Mutter mit drei Kindern „1945/1946 Flucht und Vertreibung aus der Heimat im Osten.“ |
| 0 | Oestrich-Winkel        | Südostecke des Friedhofs in Hallgarten (Rheingau)               | 1974       | Ehrenmal „Unseren Toten in der Heimat.“ – „Den Toten aus Rothmühl.“ |
| 0 | Oestrich-Winkel        | Ecke Rebhang / Rothmühlstraße                                   | 1984       | Kilometerstein, Wappen von Rothmühl „Rothmühl 810 km.“ |
| 0 | Oestrich-Winkel        | Friedhof in Mittelheim                                          | 2002       | Gedenkstein „Errichtet zur Ehre Gottes im Gedenken an die Toten unserer ostdeutschen Heimat 1945.“ |
| 0 | Petersberg (Hessen)    | Friedhof                                                        |            | Gedenkstein, Namen der Vermissten und Gefallenen „Verm. u. gef. Angehörige der Heimatvertriebenen.“ |
| 0 | Petersberg             | Götzenhof                                                       |            | Gedenkstein „Zum Gedenken der Toten und Vermißten durch die Vertreibung aus der Heimat 1945.“ |
| 0 | Petersberg             | Götzenhof, unterhalb der Paul-Gerhardt-Kapelle                  | 2003       | Bildstock von Helmut Grimm, Wappen von Schlesien, Pommern, Sudetenland und Ostpreußen, Relief mit Vertriebenentreck „Was ihr den geringsten meiner Brüder getan habt – das habt ihr mir getan.“ |